# Jerzy Terpiłowski
Jerzy Terpiłowski (ur. 29 sierpnia 1938 we Lwowie) – polski pisarz, eseista, dramaturg, tłumacz.
Laureat Nagrody Ministra Kultury (2004) oraz Medalu Prymasa Tysiąclecia (2001).
Organizator i prezes Stowarzyszenia „Pospolite Ruszenie” dla Ochrony Tradycji Polskiej, redaktor naczelny miesięcznika kulturalno-społecznego „Tradycja”. Członek Stowarzyszenia Tłumaczy Polskich oraz Société Européenne de Culture (od 2006 do 2016) oraz Stowarzyszenia Dziennikarzy Polskich. Publicysta piszący pod swoim nazwiskiem oraz pod pseudonimami: Adam Wilatowski i Jan Kantemir.
Pod nazwiskiem Jerzy Gochnio: tłumacz literacki i konferencyjny.

## Twórczość

### Powieści
- Imperium obłudy ISBN 83-902244-0-2, Oficyna Literatury XXI wieku, Warszawa,(1995),
- Ujrzanów ISBN 83-902244-0-3, Oficyna Literatury XXI wieku, Warszawa (1997),
- Wielkość lub zguba ISBN 82-902234-3-7, Oficyna Literatury XXI wieku, Warszawa (2000),
- Bagaż duszy ISBN 83-902244-4-5, Oficyna Literatury XXI wieku,Warszawa(2002),
- Warszawskie czakry, Stypendium Ministra Kultury (2007)
- Snajper z Harvardu, ISBN 978-83-11-12327-4, Wyd. Bellona, Warszawa 2013

### Dramaty
- Ucieczka z izolatora
- Lustracja

### Najważniejsze tłumaczenia
- Sir Karol Popper, Społeczeństwo otwarte  (The Reneval of Open Society) – zamieszczany w odcinkach w Tygodniku Demokratycznym w 1988.
- Sir Izajasz Berlin, Odwrót do wewnętrznej reduty (Two concepts of Liberty) – Czas Najwyższy 10/1990
- Friedrich August von Hayek, Droga do niewolnictwa (The Road to Serfdom) – w odcinkach w Tygodniku Demokratycznym w 1988 r. oraz w Czasie Najwyższym nr 2/1990
- Robert Nozick, Państwo, społeczeństwo a utopia (The State, Society and Utopia) – fragmenty w Pospolitym Ruszeniu z 1999 r.
- Maria Barrett, Piękna Elle (Elle) – powieść, Letter Perfect, 1994.
- Stephen Lawhead, Na dworze króla Smoków (In the Hall of the Dragon King) – powieść, Iskry, 1996.
- Charles D. Taylor, Podwodny drapieżca (Boomer) – powieść, Mizar, 1993.
- Jack Higgins, Rok Tygrysa (Year of the Tiger) – powieść, Amber, 1994, II wyd. – 1997.
- Martin Cruz Smith, Gwiazda Polarna (Polar Star) – powieść, Almapress, 1992.
- Jeffrey Ashford, Pokrętna sprawiedliwość (Twisted Justice) – powieść, Interart, 1993.
- Roy Lewis, Skarb Templariuszy (A Secret Dying) – powieść, Interart, 1994.
- Barret Tilman, Orły nad pustynią (Warriors) – powieść, Almapress, 1992.

### Publicystyka
Jerzy Terpiłowski publicystyką zajmuje się od roku 1987. Spis jego ważniejszych publikacji, głównie esejów, zamieszczanych pod nazwiskami: Jerzy Gochnio, Jan Kantemir, Adam Wilatowski i pod własnym):
- Kobieca dywersja (pierwodruk: Biuletyn Reportera, 1989; przedruk w 28 krajowych tytułach),
- Co to jest stalinizm (Tygodnik Demokratyczny, nr 3/1988),
- Kiedy Opatrzność pomaga (Ład, 29.05.1988),
- Nierządni panowie (Tygodnik Solidarność, 15/1988),
- Hieny nad ułomną własnością (Czas Najwyższy, 36/1996),
- Pensje dla inżynierów dusz (Czas Najwyższy, 47/1995),
- Co ma wspólnego Europa z Mleczną Drogą (Pospolite Ruszenie, 2004),
- Demony w Muzeum Literatury (Pospolite Ruszenie, 5/2005),
- Pieczęć trwałości (Tradycja, nr 1/2006),
- Honor – Tradycja 2006,
- Cóż jest prawda? (Tradycja, nr 2/2006),
- Biało-czerwony szalik (Tradycja, nr 3/2006),
- Piękno walki (Tradycja, nr 4/2006),
- Wybór tradycji (Tradycja, nr 6/2007),
- Dom Literatury (Tradycja, nr 7/2007),
- Komu strategię? (Tradycja, nr 8/2008),
- Poglądy a polityka (Tradycja, nr 9/2008),
- Metodologia kłamstwa (Salon24),
- Niemi wśród wilków (Salon 24, Tradycja – 2009),
- Polska dusza (Tradycja 2010),
- Inna Polska (Tygodnik Solidarność 2011, Salon 24, Tradycja),
- Czasy tuskie (Tygodnik Solidarność 2011, Salon 24, Tradycja),
- Chleb Bartoszewskiego (Tygodnik Solidarność 2011, Salon 24, Tradycja),
- Oko w oko z Prezesem (Salon 24, Tradycja 2011).

Prace interaktywne:
- Sto dworów Mazowsza (www.dwory.net), Warszawa 2009,
- Szyfry cywilizacji (Tygodnik Solidarność nr 7/2016),
- Rządzenie końmi (Tygodnik Solidarność 14/2016),
- Szaleństwa Marianny (portal Tradycja forum),
- Dezubekistan (portal Tradycja forum),
- Za daleki Bliski Wschód (portal Tradycja forum),
- Lepsze jutro (portal Tradycja forum).